# Ternand
Ternand é uma comuna francesa na região administrativa de Auvérnia-Ródano-Alpes, no departamento de Ródano. Estende-se por uma área de 10,75 km². Em 2010 a comuna tinha 722 habitantes (densidade: 67,2 hab./km²).